# Told You So
Told You So er det andet studiealbum af den danske sanger og sangskriver Christopher, der udkom den 24. marts 2014 på Parlophone.
Albummet er produceret af Frederik og Fridolin Nordsø og er ifølge Christopher et "popalbum, hvor du har lyst til at smide hænderne i vejret og så bare synge med fra start til slut." Tekstmæssigt kredser albummet bl.a. om Christophers meget omtalte forhold til sangerinden Medina. Told You So debuterede på hitlistens andenplads, med 1757 solgte eksemplarer i den første uge. Den 17. november 2014 udkom en Deluxe-udgave af albummet med den nye single "CPH Girls", samt en live version af "First Like" og Brandon Beal-singlen "Twerk It Like Miley". I november 2014 modtog albummet guld for 10.000 solgte eksemplarer.
Albummet blev mødt med blandet anmeldelser. Det fik 4/6 af musikbladet GAFFA, 2/6 af Ekstrabladets musikanmelder, 3/6 af Ekstrabladets læsere, 3/6 af Berlingske og 4/6 af musikguide.dk.

## Spor
- Alle sange er produceret af Frederik og Fridolin Nordsø, undtagen hvor noteret.

| #   | Titel             | Sangskriver(e)                                                     | Længde |
| --- | ----------------- | ------------------------------------------------------------------ | ------ |
| 1.  | "Told You So"     | Christopher, Brandon Beal, Frederik Nordsø, Fridolin Nordsø        | 3:30   |
| 2.  | "Crazy"           | Christopher, Beal, Frederik Nordsø, Fridolin Nordsø, Mads Reinhold | 3:20   |
| 3.  | "Doctor"          | Christopher, Beal, Frederik Nordsø, Fridolin Nordsø                | 3:17   |
| 4.  | "Remind You"      | Christopher, Frederik Nordsø, Fridolin Nordsø                      | 4:31   |
| 5.  | "Nympho"          | Christopher, Beal, Frederik Nordsø, Fridolin Nordsø                | 3:48   |
| 6.  | "Go Find a Man"   | Christopher, Julia Fabrin, Frederik Nordsø, Fridolin Nordsø        | 3:29   |
| 7.  | "Mama"            | Christopher, Beal, Frederik Nordsø, Fridolin Nordsø                | 3:23   |
| 8.  | "High on Life"    | Christopher, Beal, Frederik Nordsø, Fridolin Nordsø                | 3:27   |
| 9.  | "Little Sunshine" | Christopher, Frederik Nordsø, Fridolin Nordsø                      | 3:36   |
| 10. | "Waterfall"       | Christopher, Fabrin, Frederik Nordsø, Fridolin Nordsø              | 3:08   |

| 11. | "We Should Be" | Christopher, Beal | Christopher, Beal | 3:26 |

| 11. | "First Like" | 2:42 |

| 1.  | "Told You So"                                       | Christopher, Brandon Beal, Frederik Nordsø, Fridolin Nordsø        |                   | 3:30 |
| 2.  | "CPH Girls"                                         |                                                                    |                   |      |
| 3.  | "Crazy"                                             | Christopher, Beal, Frederik Nordsø, Fridolin Nordsø, Mads Reinhold |                   | 3:20 |
| 4.  | "Doctor"                                            | Christopher, Beal, Frederik Nordsø, Fridolin Nordsø                |                   | 3:17 |
| 5.  | "Remind You"                                        | Christopher, Frederik Nordsø, Fridolin Nordsø                      |                   | 4:31 |
| 6.  | "Nympho"                                            | Christopher, Beal, Frederik Nordsø, Fridolin Nordsø                |                   | 3:48 |
| 7.  | "Go Find a Man"                                     | Christopher, Julia Fabrin, Frederik Nordsø, Fridolin Nordsø        |                   | 3:29 |
| 8.  | "Mama"                                              | Christopher, Beal, Frederik Nordsø, Fridolin Nordsø                |                   | 3:23 |
| 9.  | "High on Life"                                      | Christopher, Beal, Frederik Nordsø, Fridolin Nordsø                |                   | 3:27 |
| 10. | "Little Sunshine"                                   | Christopher, Frederik Nordsø, Fridolin Nordsø                      |                   | 3:36 |
| 11. | "Waterfall"                                         | Christopher, Fabrin, Frederik Nordsø, Fridolin Nordsø              |                   | 3:08 |
| 12. | "We Should Be"                                      | Christopher, Beal                                                  | Christopher, Beal | 3:26 |
| 13. | "First Like" (live)                                 |                                                                    |                   | 2:42 |
| 14. | "We Should Be" (Brandon Beal featuring Christopher) | Rasmus Hedegaard, Beal, Christopher                                | Hedegaard         | 3:28 |

## Hitlister og certificeringer
| Hitliste (2014) | Højeste placering |
| --------------- | ----------------- |
| Danmark         | 2                 |

| Hitliste (2014) | Placering |
| --------------- | --------- |
| Danmark         | 13        |
| Hitliste (2015) | Placering |
| Danmark         | 34        |

| Land (Organisation) | Certificering |
| ------------------- | ------------- |
| Danmark (IFPI)      | Guld          |